# 樋口一成
樋口 一成（ひぐち かずなり、1957年（昭和32年）1月3日 - ）は、日本の銀行家、実業家。ユーシーカード代表取締役社長、大陽日酸監査役等を歴任した。

## 人物・経歴
栃木県出身。1980年東京大学法学部卒業、富士銀行（現・みずほフィナンシャルグループ）入行。
2009年みずほコーポレート銀行執行役員業務監査部長。2010年みずほ総合研究所常務執行役員事業本部長。
2011年からユーシーカード代表取締役社長を務め、みずほフィナンシャルグループとの協働を進めるなどし、2016年に顧問に退いた。同年大陽日酸監査役。